# Helmut Flachenecker

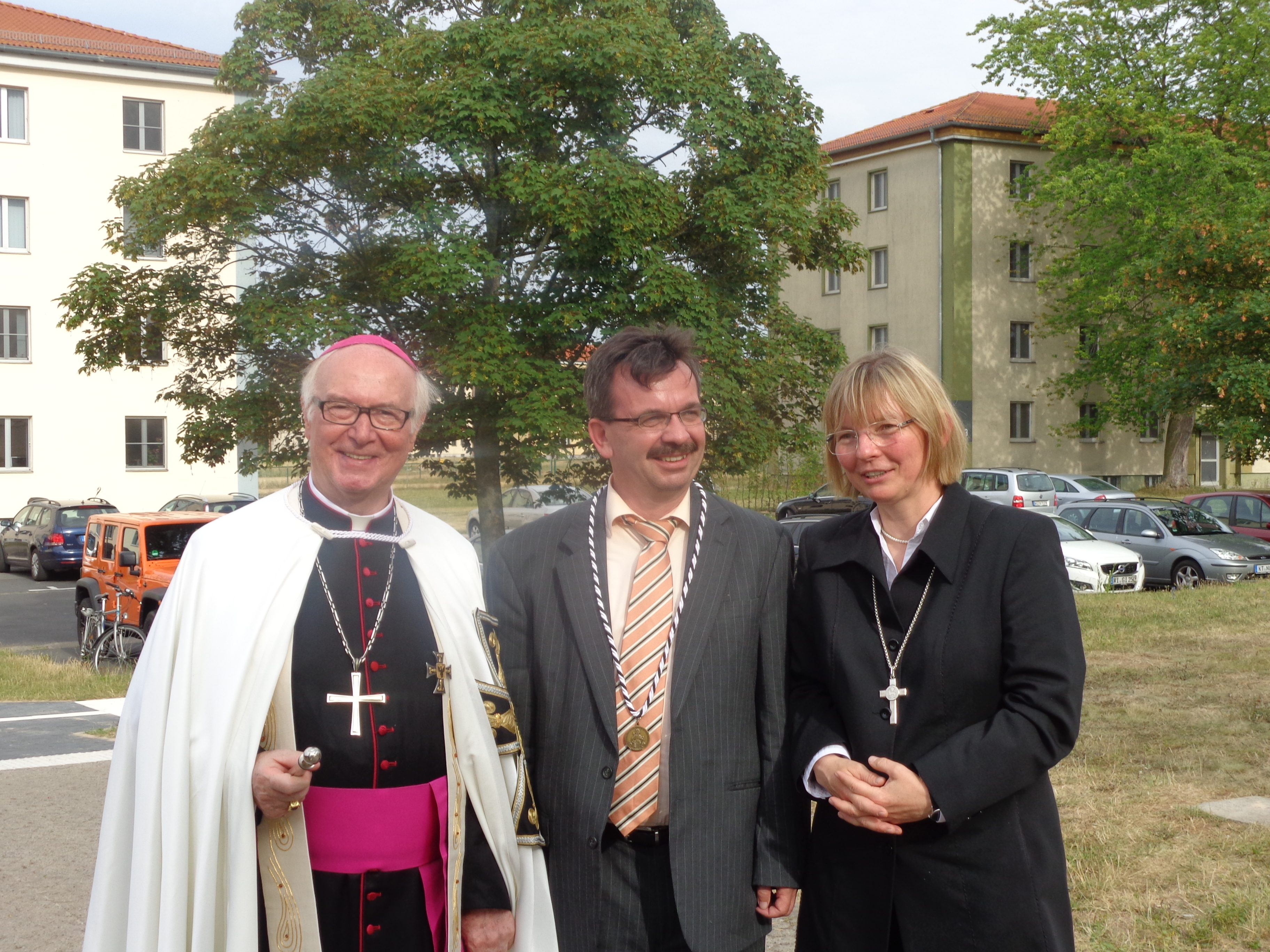
Helmut Flachenecker (Mitte) mit Bruno Platter und Edda Weise bei der Eröffnung der Forschungsstelle Deutscher Orden, 2014

Helmut Flachenecker (* 27. März 1958 in Nürnberg) ist ein deutscher Historiker.
Helmut Flachenecker studierte von 1977 bis 1983 Geschichte, Germanistik und Geographie an der Universität Erlangen-Nürnberg und der Katholischen Universität Eichstätt. Das Staatsexamen für das Lehramt an Gymnasien legte er 1983 ab, der Magister folgte 1985. Er wurde 1987 in Eichstätt über die Stadt Eichstätt vom 13. bis zum 16. Jahrhundert promoviert. 1992 erfolgte die Habilitation in den Fächern Mittelalterliche Geschichte und Bayerische Landesgeschichte an der Universität Eichstätt. 1998 erfolgte die Umhabilitierung an die Georg-August-Universität Göttingen und die Venia legendi für die Fächer Mittlere und Neuere Geschichte.
Flachenecker war von 1983 bis 1997 wissenschaftlicher Mitarbeiter, Akademischer Rat und Oberassistent am Lehrstuhl für Mittelalterliche Geschichte an der Katholischen Universität Eichstätt. Von 1997 bis 2002 war er Wissenschaftlicher Leiter des Forschungsprojektes Germania Sacra am Max-Planck-Institut für Geschichte in Göttingen. Im Jahr 2002 folgte die Berufung an die Julius-Maximilians-Universität Würzburg. Er hatte dort bis März 2024 den Lehrstuhl für Fränkische Landesgeschichte inne. Er war im Herbst 2015 Gastprofessor am Flagler College in St. Augustine, Florida. Er ist Mitglied der Kommission für bayerische Landesgeschichte.
Seine Forschungsschwerpunkte sind Kirchengeschichte und Stadtgeschichte des Mittelalters und der Frühen Neuzeit. Er ist Mitherausgeber der fachwissenschaftlichen Internetzeitschrift Concilium Medii Aevi. Er wurde 2023 Marschall der Woiwodschaft Kujawien-Pommern. Diese Ehrung wurde damit zum ersten Mal verliehen an einen nicht-Polen. Ihm wurde die Medaille für Verdienste für die rechts- und verwaltungswissenschaftliche Fakultät der Nikolaus-Kopernikus-Universität Toruń verliehen.

## Schriften (Auswahl)
Monografien
- Eine geistliche Stadt. Eichstätt vom 13. bis zum 16. Jahrhundert (= Eichstätter Beiträge. Bd. 19 = Eichstätter Beiträge. Abteilung Geschichte. Bd. 5). Pustet, Regensburg 1988, ISBN 3-7917-1176-8 (Zugleich: Eichstätt, Universität, Dissertation, 1988).
- Schottenklöster. Irische Benediktinerkonvente im hochmittelalterlichen Deutschland (= Quellen und Forschungen aus dem Gebiete der Geschichte. NF Bd. 18). Schöningh, Paderborn u. a. 1995, ISBN 3-506-73268-4 (Zugleich: Habilitationsschrift, Universität Eichstätt, 1992).

Herausgeberschaften
- mit Rolf Kießling: Städtelandschaften in Altbayern, Franken und Schwaben. Studien zum Phänomen der Kleinstädte während des Spätmittelalters und der Frühen Neuzeit (= Zeitschrift für bayerische Landesgeschichte. Beiheft. Reihe B, Bd. 15). Beck, München 1999, ISBN 3-406-10815-6.
- mit Hans Heiss und Hannes Obermair: Stadt und Hochstift. Brixen, Bruneck und Klausen bis zur Säkularisation (= Città e principato = Veröffentlichungen des Südtiroler Landesarchivs. Bd. 12). Athesia, Bozen 2000, ISBN 88-8266-084-2.
- mit Rolf Kießling: Urbanisierung und Urbanität. Der Beitrag der kirchlichen Institutionen zur Stadtentwicklung in Bayern (= Zeitschrift für bayerische Landesgeschichte. Beiheft. Bd. 36). Beck, München 2008, ISBN 978-3-406-10677-4.
- mit Janusz Tandecki: Zahlen und Erinnerung. Von der Vielfalt der Rechnungsbücher und vergleichbarer Quellengattungen (= Publikationen des Deutsch-Polnischen Gesprächkreises für Quelleneditionen. Bd. 5). Editionswissenschaftliches Kolloquium 2009. Towarzystwo Naukowe w Toruniu, Toruń 2010, ISBN 978-83-61487-70-8.
- mit Hans Heiss: Franken und Südtirol. Zwei Kulturlandschaften im Vergleich (= Veröffentlichungen des Südtiroler Landesarchivs. Bd. 34 = Mainfränkische Studien. Bd. 81). Akten der internationalen Tagung vom 1. bis 3. März 2007 an der Julius-Maximilians-Universität Würzburg. Universitäts-Verlag Wagner, Innsbruck 2013, ISBN 978-3-7030-0803-0.
- mit Dirk Götschmann: Fürstensitz, Landesfestung, Kulturdenkmal. Neuere Forschungen zur Würzburger Festung Marienberg (= Mainfränkische Studien. Bd. 88). Spurbuchverlag, Baunach 2016, ISBN 978-3-88778-482-9.
- Der Deutsche Orden auf dem Konstanzer Konzil. Pläne – Strategien – Erwartungen (= Quellen und Studien zur Geschichte des Deutschen Ordens. Bd. 84 = Veröffentlichungen der Forschungsstelle Deutscher Orden an der Universität Würzburg. Bd. 3). VDG, Ilmtal-Weinstraße 2020, ISBN 978-3-89739-944-0.